# Kirchberg (Landstuhl)
Kirchberg ist Berg innerhalb der Kleinstadt Landstuhl im Landkreis Kaiserslautern in Rheinland-Pfalz.

## Lage
Der Kirchberg befindet sich im westlichen Stadtgebiet von Landstuhl im Grenzbereich der Sickinger Höhe und des Landstuhler Bruchs. Südlich schließt sich der Hörnchenberg an.

## Infrastruktur

### Institutionen
Mitten auf dem Kirchberg liegt das von den Streitkräften der Vereinigten Staaten betriebene Landstuhl Regional Medical Center.

### Bauwerke
Unweit des erwähnten Krankenhaus-Komplexes befindet sich der Bismarckturm. In dessen unmittelbarer Nähe befand sich von 1895 bis 1911 eine Sternwarte des Astronomen Philipp Fauth.

### Bebauung
Im direkten Umfeld des Krankenhauses befindet sich eine Siedlung der United States Army samt Bedarf wie einer Schule. Das Siedlungsgebiet der Landstuhler Kernstadt reicht bis an den Nord- sowie an den Osthang des Berges heran. An letzterem befinden sich unter anderem die Alte Kapelle, die evangelische Stadtkirche und die Villa Benzino.

## Straßen
Unmittelbar westlich verläuft die Bundesautobahn 62 und nördlich die Landesstraße 395, die in diesem Bereich mit der die Kaiserstraße identisch ist. Südlich des Berges befindet sich die Landesstraße 470.